# Monte Carlo (2011)
Monte Carlo is een romantische komedie uit 2011, geregisseerd door Thomas Bezucha. De hoofdrollen worden vertolkt door Selena Gomez, Leighton Meester en Katie Cassidy. Selena Gomez speelt een dubbelrol in deze film. De film is los gebaseerd op het boek Headhunters van Jules Bass uit 1998. Monte Carlo werd lauw ontvangen door de critici, met een beoordeling van 38% bij Rotten Tomatoes. Wel won Selena Gomez een Hollywood Teen TV Award in de categorie favoriete filmactrice.

## Verhaal

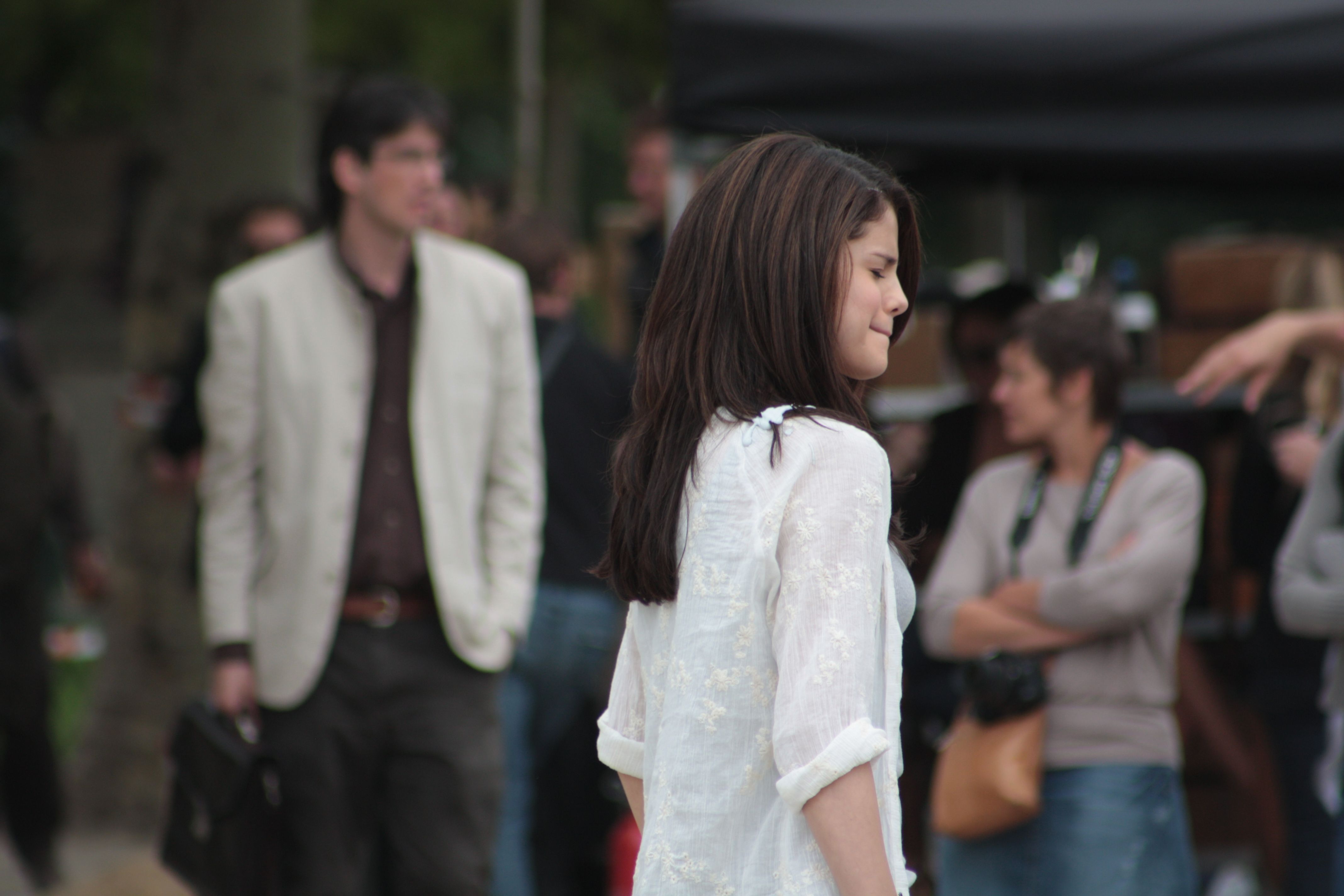
Selena Gomez op de set in Parijs op 21 juni 2010.

Nadat Grace is afgestudeerd gaat ze samen met haar zus Meg en haar beste vriendin Emma naar Parijs. Daar komen ze in een groezelig hotel terecht en gaan ze mee met een saaie toeristenbus. Als die zonder hen doorrijdt terwijl ze op de Eiffeltoren staan en het begint te regenen gaat het drietal schuilen in een luxehotel. Daar aanziet men Grace als Cordelia Winthrop Scott, een rijke maar arrogante Britse erfgename die haar evenbeeld blijkt. Ze besluiten het er maar van te nemen en vliegen in Cordelia's naam naar Monte Carlo waar Cordelia een dure halsketting zou schenken aan een veiling ten voordele van Roemeense schoolkinderen. Ter plaatse valt Grace voor Theo, de zoon van de organisator. Emma wordt door een prins uitgenodigd aan boord van zijn jacht, maar knapt af op de manier waarop hij de diensters behandeld. Zij en Grace zijn thuis immers zelf diensters. Meg is inmiddels helemaal in de ban van een rondtrekkende Australiër en gaat met hem op schok.
Later komt ook de echte Cordelia aan die hen beschuldigt van het stelen van haar halsketting. Die wil ze niet meer wegschenken, en dus binden ze haar vast tot na de veiling. Inmiddels komt ook Emma's vriendje Owen aan, die naar haar op zoek is. Cordelia ontsnapt echter, ontmaskert Grace op de veiling en eist haar arrestatie. Grace maakt een publieke knieval, waarop Cordelia's tante de ketting koopt voor zes miljoen euro. De politie ziet er geen graten in en blijft er buiten. Theo voelt zich echter bedrogen en loopt weg.
Uiteindelijk gaat Meg mee op Ryans wereldreis. Emma gaat samenwonen met haar Owen in Texas. Grace gaat als vrijwilliger aan de slag in een van de Roemeense scholen waarvoor geld werd ingezameld. Als Theo daar langskomt voor zaken worden ze herenigd.

## Rolverdeling
- Selena Gomez als
  - Grace Bennett, de protagonist.
  - Cordelia Winthrop Scott, een bekende rijke Britse erfgename die als twee druppels water op Grace lijkt.
- Katie Cassidy als Emma Perkins, Grace's collega en vriendin die mee naar Parijs gaat.
- Leighton Meester als Mary "Meg" Kelly, Grace's stiefzus.
- Pierre Boulanger als Theo Marchand, de zoon van een rijke Franse filantropist.
- Luke Bracey als Riley, de Australische rugzaktoerist.
- Cory Monteith als Owen Andrews, Emma's (ex-)vriendje.
- Giulio Berruti als prins Domenico Da Silvano, de prins die Emma uitnodigt op zijn jacht.
- Catherine Tate als Alicia Winthrop Scott, Cordelia's tante.
- Andie MacDowell als Pamela Bennett, Grace's moeder.
- Brett Cullen als Robert Kelly, Megs vader.